# Selección juvenil de rugby de Venezuela
La selección juvenil de rugby de Venezuela es el equipo nacional de rugby regulado por la Federación Venezolana de Rugby (FVR).
En 2018 disputó por primera vez el Sudamericano Juvenil A de Rugby en categoría M-20

## Participación en copas
| - São Paulo 2008: 4º puesto (último) - Lima 2009: 3º puesto (último) - Medellín 2010: 3º puesto - Lima 2011: 2º puesto - Valencia 2012: 3º puesto - Luque 2013: 4º puesto (último) - Lima 2014: 4º puesto (último) - Riohacha 2015: 2º puesto - Chiclayo 2016: 4º puesto (último) | - Riohacha 2017: 3º puesto - Sudamericano A 2018: 6º puesto (último) - Santiago 1999: Se retiró - Argentino M18 2005: 10° puesto zona desarrollo |